# Siergiej Safronow
Siergiej Iwanowicz Safronow (ros. Сергей Иванович Сафронов, ur. 25 sierpnia 1918 we wsi Pielekszewo w obwodzie niżnonowogrodzkim, zm. 29 września 1983 w Gorkim) – radziecki lotnik wojskowy, Bohater Związku Radzieckiego (1943).

## Życiorys
Skończył szkołę średnią i szkołę rzemieślniczą, uczył się w aeroklubie, w lutym 1939 ukończył wojskową szkołę pilotów w Engelsie. Był pilotem na Dalekim Wschodzie, od sierpnia 1942 do końca wojny walczył w składzie 8, 4 i 15 Armii Powietrznej na Froncie Stalingradzkim, Południowym, Północno-Kaukaskim, Briańskim i 2 Nadbałtyckim jako dowódca klucza, dowódca eskadry i szturman (nawigator) myśliwskiego pułku lotniczego. Brał udział w bitwie pod Stalingradem, obronie Kaukazu, bitwie pod Kurskiem, wyzwoleniu obwodu nowogrodzkiego i pskowskiego oraz ponownym zajmowaniu Łotwy przez Armię Czerwoną. Był dwukrotnie ranny. Za wykonanie 65 lotów bojowych, strącenie osobiście 11 i w grupie 2 samolotów wroga uchwałą Prezydium Rady Najwyższej ZSRR z 24 sierpnia 1943 otrzymał tytuł Bohatera Związku Radzieckiego. W 1945 został w stopniu majora zwolniony ze służby wojskowej ze względu na stan zdrowia. Pracował w aeroklubie w Saratowie.

## Odznaczenia
- Złota Gwiazda Bohatera Związku Radzieckiego (24 sierpnia 1943)
- Order Lenina (24 sierpnia 1943)
- Order Czerwonego Sztandaru (dwukrotnie – 26 stycznia 1943 i 5 stycznia 1945)
- Order Wojny Ojczyźnianej I klasy (8 września 1944)
- Order Aleksandra Newskiego (28 maja 1943)
- Medal „Za obronę Stalingradu”
- Medal „Za zasługi bojowe”
- Medal „Za obronę Kaukazu”
- Medal „Za zwycięstwo nad Niemcami w Wielkiej Wojnie Ojczyźnianej 1941–1945”